# 第一次イゾンツォの戦い

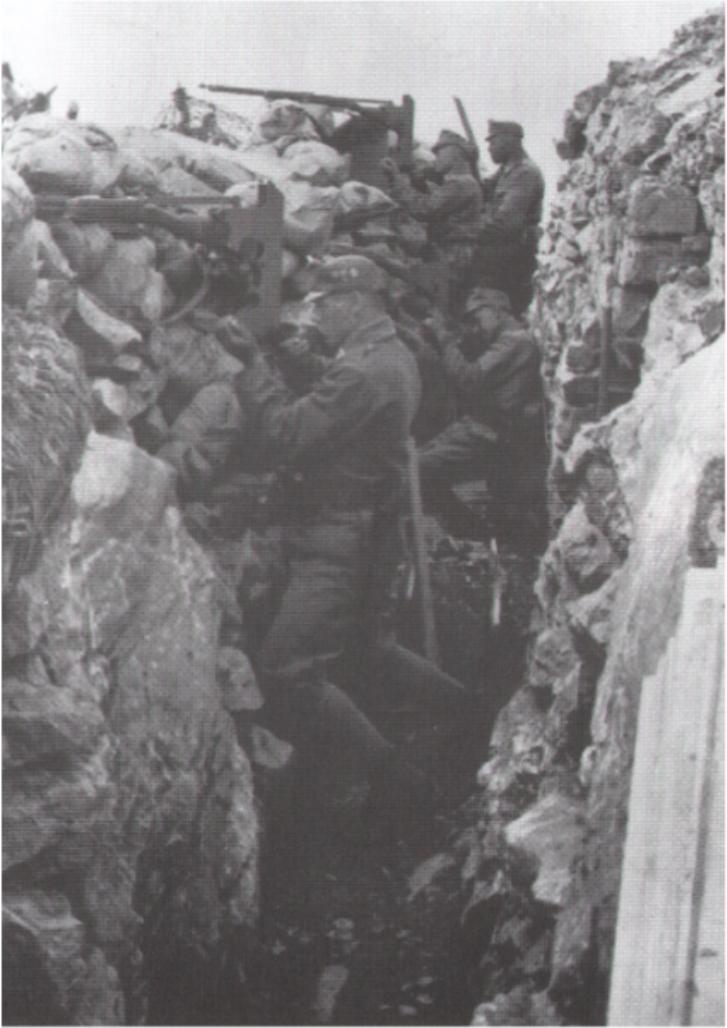
イゾンツォ川沿いのオーストリア軍の塹壕の様子

第一次イゾンツォの戦い（イタリア語: Prima battaglia dell'Isonzo, ドイツ語: Erste Isonzoschlacht）は、第一次世界大戦中のイタリア戦線で、1915年6月23日から7月7日にかけて、イタリア王国とオーストリア＝ハンガリー帝国の間で戦われた会戦である。

## 概要
攻勢をかけたイタリア軍の狙いは、オーストリア軍をイゾンツォ川およびその周囲の山間部に設けられた防御拠点から撤退させることだった。イタリア軍は数的には2対1の優勢を誇っていたものの、オーストリア軍が戦闘に有利な高所に陣取っていたこと、不十分な砲兵の支援射撃の後で攻撃を開始したことから、オーストリア軍陣地前縁の鉄条網で攻撃を食い止められ、攻撃は失敗した。7月初頭、オーストリア軍司令官スヴェトザル・ボロイェヴィッチは2個師団の増援を得て、オーストリア軍の防衛線を突破しようとするイタリア軍の試みを阻止した。
イタリア陸軍の攻勢による勝利は最小に抑えられ、北部戦域ではボヴェツ、南部戦域ではフォリアーノ・レディプーリアとモンファルコーネの一部を占領するに留まった。

## 他の戦闘
- 第二次イゾンツォの戦い - 1915年7月18日 - 8月3日
- 第三次イゾンツォの戦い - 1915年10月18日 - 11月3日
- 第四次イゾンツォの戦い - 1915年11月10日 - 12月2日
- 第五次イゾンツォの戦い - 1916年3月9日 - 3月17日
- 第六次イゾンツォの戦い - 1916年8月6日 - 8月17日
- 第七次イゾンツォの戦い - 1916年9月14日 - 9月17日
- 第八次イゾンツォの戦い - 1916年10月10日 - 10月12日
- 第九次イゾンツォの戦い - 1916年11月1日 - 11月4日
- 第十次イゾンツォの戦い - 1917年3月12日 - 6月8日
- 第十一次イゾンツォの戦い - 1917年8月19日 - 9月12日
- カポレットの戦い - 1917年10月24日 - 11月9日（第一二次イゾンツォの戦いとも言う）

## 英語版の参考文献
- Österreichisches Staatsarchiv/Kriegsarchiv Wien
- L'esercito italiano nella grande guerra (1915-1918) Volume I - IV / Roma: Ministerio della Guerra - Ufficio Storico, 1929-1974
- Ministero della Guerra Stato Maggiore centrale - Ufficio Storico. Guerra Italo-Austriaca 1915-18. Le medaglie d'Oro. Volume secondo - 1916. Roma: 1923
- Österreich-Ungarns letzter Krieg 1914-1918 Band II Verlag der Militärwissenschftlichen Mitteilungen Wien 1931-1933
- Anton Graf Bossi-Fedrigotti: Kaiserjäger - Ruhm und Ende. Stocker Verlag, Graz 1977